# Playa de Cabo Roig

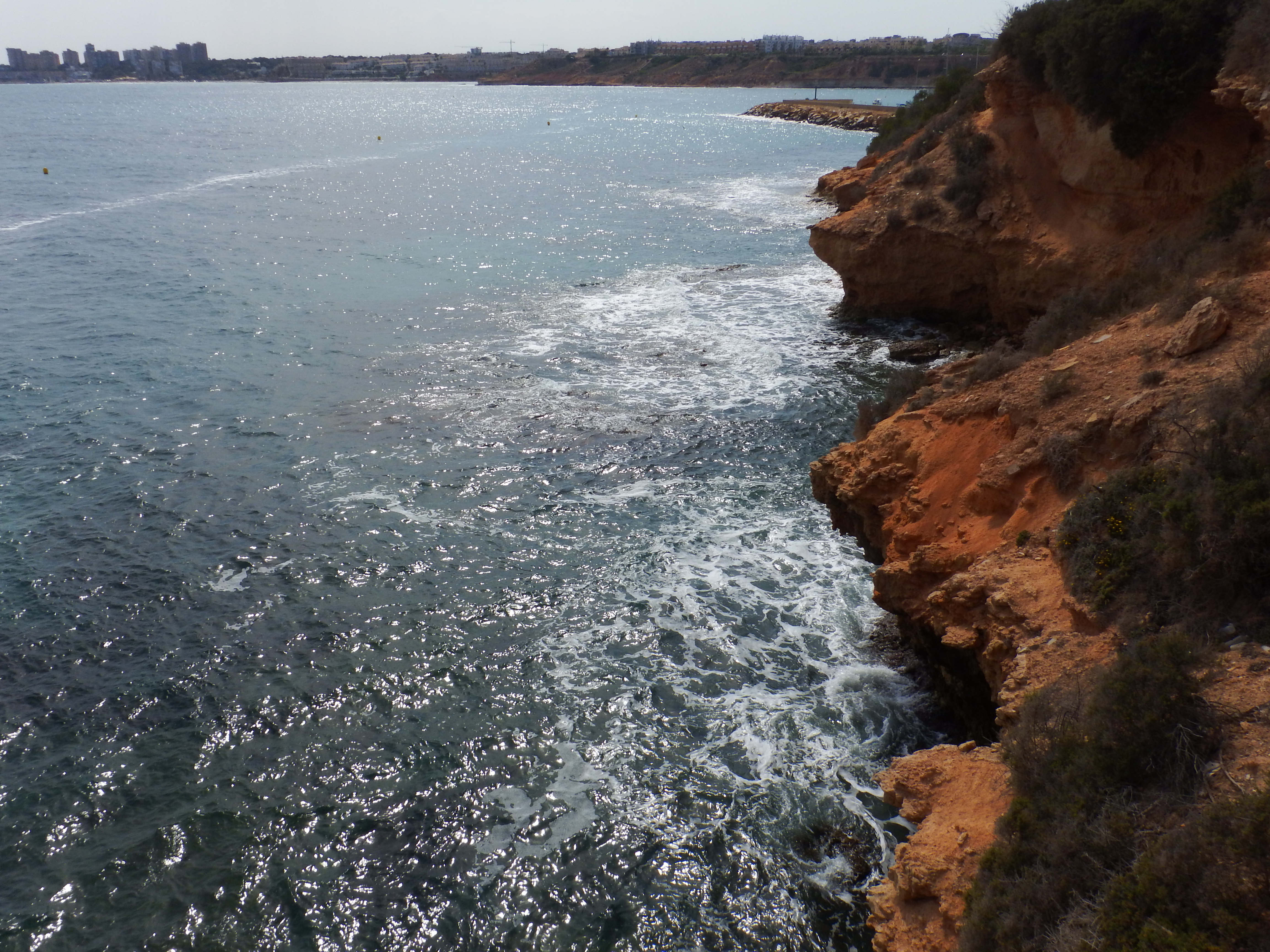
Vista parcial del puerto, playa de Cabo Roig y Dehesa de Campoamor

La playa de Cabo Roig es una playa de arena del término municipal de Orihuela al sur de la provincia de Alicante, en España.
Esta playa limita al norte con la Cala Capitán y al sur con la playa de Campoamor y tiene una longitud de 337 m, con una amplitud de 43 m.
Se sitúa en un entorno urbano, disponiendo de acceso por calle. Cuenta con paseo marítimo y parking delimitado. Es una playa balizada, con zona balizada para la salida de embarcaciones.
- Esta playa cuenta con el distintivo de Bandera Azul desde 1992.[actualizar]

- Datos: Q6078614